# Orthotrichia tortuosa
Orthotrichia tortuosa är en nattsländeart som beskrevs av Wells 1979. Orthotrichia tortuosa ingår i släktet Orthotrichia och familjen smånattsländor. Inga underarter finns listade i Catalogue of Life.